# Maurice Blanchot
Maurice Blanchot (? –) francia író, filozófus és irodalomteoretikus. Munkássága, amely a halál filozófiáját a jelentés és az értelem költői elméleteivel együtt vizsgálta, jelentős hatással volt olyan posztstrukturalista filozófusokra, mint Gilles Deleuze, Michel Foucault, Jacques Derrida és Jean-Luc Nancy.

## Élerajza

### 1945 előtt
Blanchot 1907. szeptember 22-én született Quain faluban (Saône-et-Loire).
Filozófiát tanult a Strasbourgi Egyetemen, ahol közeli barátságba került a litván születésű francia-zsidó fenomenológussal, Emmanuel Lévinasszal. Ezután politikai újságíróként kezdett dolgozni Párizsban. 1932 és 1940 között a Journal des débats című konzervatív napilap szerkesztője volt. 1930-ban megszerezte a DES (diplôme d'études supérieures) oklevelét, amely nagyjából egyenértékű a párizsi egyetemen szerzett M.A. diplomával, amelynek disszertációja "La Conception du Dogmatisme chez les Sceptiques anciens d'après Sextus Empiricus" ("A dogmatizmus felfogása az ókori szkeptikusoknál Sextus Empiricus szerint").
Az 1930-as évek elején számos radikális nacionalista magazinnak írt cikkeket, miközben 1933-ban a hevesen németellenes Le rempart napilap szerkesztőjeként, valamint Paul Lévy náciellenes, polemikus hetilapjának, az Aux écoutes-nak a szerkesztőjeként is tevékenykedett. 1936-ban és 1937-ben a szélsőjobboldali Combat havilapnak és a nacionalista-szindikalista L'Insurgé napilapnak is írt, amelyek végül – nagyrészt Blanchot beavatkozása miatt – megszűntek megjelenni néhány munkatársának antiszemitizmusa miatt. Nem vitatott, hogy Blanchot ennek ellenére egy sor hevesen polemikus cikk szerzője volt, amelyekben támadta az akkori kormányt és annak a Népszövetség politikájába vetett bizalmát, és kitartóan figyelmeztetett a náci Németország által az európai békére jelentett veszélyre.
1940 decemberében találkozott Georges Bataille-lal, aki a harmincas években erős antifasiszta cikkeket írt, és aki 1962-ben bekövetkezett haláláig közeli barátja maradt. Blanchot a náci megszállás alatt Párizsban dolgozott. Családja eltartása érdekében 1941 és 1944 között továbbra is könyvkritikusként dolgozott a Journal des débats-nál, például olyan személyiségekről írt, mint Sartre és Camus, Bataille és Michaux, Mallarmé és Duras, egy feltehetően pétainista Vichy-olvasóközönség számára. Ezekben az áttekintésekben lefektette a későbbi francia kritikai gondolkodás alapjait azáltal, hogy megvizsgálta a nyelv kétértelmű retorikai természetét és az írott szó igazság vagy hamisság fogalmaira való redukálhatatlanságát. Elutasította a kollaboracionista Nouvelle Revue Française szerkesztői posztját, amelyet egy bonyolult csel részeként Jean Paulhan javasolt neki. Aktív tagja volt az ellenállásnak, és továbbra is elkeseredett ellenfele maradt a fasiszta, antiszemita Robert Brasillach regényírónak és újságírónak, aki a nácipárti kollaboracionista mozgalom fő vezetője volt. 1944 júniusában Blanchot-t majdnem kivégezte egy náci kivégzőosztag (ahogyan arról a L'Instant de ma mort, "A halálom pillanata" című szövegében is beszámolt).

### 1945 után
A háború után Blanchot csak regényíróként és irodalomkritikusként kezdett dolgozni. 1947-ben elhagyta Párizst, és a félreeső dél-franciaországi Èze faluba költözött, ahol élete következő évtizedét töltötte. Sartre-hoz és a kor más francia értelmiségijeihez hasonlóan Blanchot is kerülte az akadémiát megélhetési forrásként, ehelyett a tollára hagyatkozott. Fontos megjegyezni, hogy 1953 és 1968 között rendszeresen publikált a Nouvelle Revue Française-ban. Ugyanakkor viszonylagos elszigeteltségbe kezdett, gyakran évekig nem látta közeli barátait (például Levinas-t), miközben továbbra is hosszú leveleket írt nekik. Önként vállalt elszigeteltségének egyik oka (és csak egy része – elszigeteltsége szorosan összefüggött az írással, és gyakran szerepel a szereplői között) az volt, hogy Blanchot élete nagy részében rossz egészségi állapotban volt.
Politikai tevékenysége a háború után balra tolódott. Széles körben úgy tartják, hogy ő volt a fontos „121-es manifesztum” egyik fő szerzője. A kiáltványt az aláírók száma után nevezték el, akik között volt Jean-Paul Sartre, Robert Antelme, Alain Robbe-Grillet, Marguerite Duras, René Char, Henri Lefebvre, Alain Resnais, Simone Signoret és mások, és amely a sorkatonák azon jogát támogatta, hogy megtagadhassák a szolgálatot az algériai gyarmati háborúban. A manifesztum kulcsfontosságú volt a háborúra adott intellektuális válasz szempontjából.
1968 májusában Blanchot ismét előbukkant a személyes ismeretlenségből, hogy támogassa a diáktüntetéseket. Ez volt az egyetlen nyilvános szereplése a háború után. Ötven éven át mégis a modern irodalom és annak francia irodalomban megnyilvánuló hagyományának következetes szószólója maradt. Élete későbbi éveiben többször is írt a fasizmus iránti intellektuális vonzalom ellen, és különösen Heidegger háború utáni hallgatása ellen a holokauszttal kapcsolatban.
Blanchot több mint harminc szépirodalmi, irodalomkritikai és filozófiai művet írt. Az 1970-es évekig folyamatosan azon dolgozott írásaiban, hogy lebontsa a határokat az általánosan különböző „műfajokként” vagy „irányzatokként” érzékelt irányzatok között, és későbbi munkásságának nagy része szabadon mozog az elbeszélés és a filozófiai vizsgálódás között.
1983-ban kiadta a La Communauté inavouable (A kimondhatatlan közösség) című művét. Ez a mű ihlette A működésképtelen közösség (1986) című művét, amely Jean-Luc Nancy azon kísérletét mutatja be, hogy a közösséget nem vallásos, nem haszonelvű és nem politikaelvű egzegézissel közelítse meg.
2003. február 20-án halt meg a franciaországi Yvelines megyei Le Mesnil-Saint-Denisben.

## Munkássága
Blanchot munkássága a halál filozófiáját vizsgálja, nem humanista értelemben, hanem a paradoxon, a lehetetlenség, az értelmetlenség és a noumenalitás aggályain keresztül, amelyek a halál fogalmi lehetetlenségéből fakadnak. Folyamatosan foglalkozott az „irodalom kérdésével”, az írás sajátos aktusának egyidejű megnyilvánulásával és megkérdőjelezésével. Blanchot számára „az irodalom abban a pillanatban kezdődik, amikor az irodalom kérdéssé válik”.
Blanchot Stéphane Mallarmé és Paul Celan poétikájára, valamint a hegeli dialektika tagadásfogalmára támaszkodott az irodalmi nyelv elméletéhez, miszerint az mindig antirealista és a mindennapi tapasztalattól annyira eltérő, hogy a realizmus nem egyszerűen a valóságról szóló irodalmat jelenti, hanem az írás aktusának tulajdonságai által létrehozott paradoxonokkal foglalkozó irodalmat is. Blanchot irodalomelmélete párhuzamba áll Hegel filozófiájával, megállapítva, hogy a tényleges valóság mindig követi a fogalmi valóságot. Például: „Azt mondom, virág” – írta Mallarmé a „Válságos költészet” című művében –, „és a feledés homályán kívül, amelybe a hangom bármilyen alakot száműz, [...] ott keletkezik [...] az, amelyik hiányzik minden csokorból.”
Amit a nyelv mindennapi használata átlép vagy tagad, az a dolog fizikai valósága az elvont fogalom kedvéért. Az irodalom – a szimbolizmus és a metafora használatával – megszabadítja a nyelvet ettől az utilitarizmustól, ezáltal felhívva a figyelmet arra, hogy a nyelv nem a fizikai dologra, hanem csak annak egy ideájára utal. Blanchot szerint az irodalom továbbra is lenyűgözi ezt a hiányt, és a figyelem a szavak hangzásán és ritmusán keresztül a nyelv anyagi mivoltára irányul.
Blanchot legismertebb művei a Thomas l'Obscur, egy nyugtalanító récit (amely "nem egy esemény elbeszélése, hanem maga az esemény, az eseményhez való hozzáállás, az a hely, ahol az esemény megtörténik...") az olvasás és a veszteség élményéről, a L'Arrêt de mort, Aminadab, és Le Très-Haut. Központi elméleti művei az „Irodalom és a halálhoz való jog” (La Part du feu és The Gaze of Orpheus című kötetekben), L'Espace littéraire, L'Entretien infini, és L'Ecriture du désastre.
Blanchot számos fő angol fordítója azóta önálló prózai stilisztákként és költőkként szerzett hírnevet; a legismertebbek közé tartozik Lydia Davis, Paul Auster és Pierre Joris.

### Témái
Blanchot Heideggerrel vitatkozik arról a kérdésről, hogy az irodalom és a halál hogyan élhető meg anonim passzivitásként, egy olyan élményként, amelyet Blanchot különféleképpen „semlegesnek” (le neutre) nevez. Heideggerrel ellentétben Blanchot ehelyett elutasítja a halálhoz való hiteles viszony lehetőségét, mivel elutasítja a halál fogalmi lehetőségét. Hasonlóan Lévinashoz, akire Blanchot később hatással volt a Másik iránti felelősség kérdésében, megfordítja Heidegger halálról alkotott álláspontját, mint a Dasein „abszolút lehetetlenségének lehetőségét”, ehelyett a halált „minden lehetőség lehetetlenségének” tekinti.

## Válogatott bibliográfia

### Szépirodalom és elbeszélések (récit(wd))
- Thomas l'Obscur (1941; átdolgozva 1950)
- Aminadab (1942)
- L'Arrêt de mort (1948)
- Le Très-Haut (1949)
- Au moment voulu (1951)
- Le Ressassement éternel (1951)
- Celui qui ne m'accompagnait pas (1953)
- Le Dernier homme (1957)
- L'Attente l'oubli (1962)
- La Folie du jour (1973)
- Après Coup, Le Ressassement éternel (1983)
- L'Instant de ma mort (1994)

### Filozófiai vagy elméleti művek
- Faux Pas (1943)
- La Part du feu (1949)
- Lautréamont et Sade (1949)
- L'Espace littéraire (1955)
- Le Livre à venir (1959)
- L'Entretien infini (1969)
- L'Amitié (1971)
- Le Pas au-delà (1973)
- L'Ecriture du désastre (1980)
- La Communauté inavouable (1983)
- Une voix venue d'ailleurs (2002)

### Cikkek és esszék
- Chroniques littéraires du « Journal des Débats », avril 1941-août 1944 (2008)
  - Into Disaster: Chronicles of Intellectual Life, 1941
  - Desperate Clarity: Chronicles of Intellectual Life, 1942
  - A World in Ruins: Chronicles of Intellectual Life, 1943
  - Death Now: Chronicles of Intellectual Life, 1944

### Magyarul megjelent
- Halálos ítélet (L'Arrêt de mort) – Kossuth, Budapest, 1958 · ISBN 9788081010477 · Fordította: Bende József
- Az irodalmi tér (L'espace littéraire) – Kijárat, Budapest, 2005 · ISBN 9639529281 · Fordította: Horváth Györgyi, Lőrinszky Ildikó, Kicsák Lóránt, Németh Marcell
- Mikor eljön az idő (    Au moment voulu) – Kalligram, Budapest, 2009 · ISBN 9788081011917 · Fordította: Bende József
- Aki nem tartott velem (Celui qui ne m'accompagnait pas) – Kalligram, Pozsony, 2010 · ISBN 9788081012952 · Fordította: Bende József
- Thomas, a rejtélyes árny (Thomas l'Obscur) – Kalligram, Budapest, 2011 · ISBN 9788081014086 · Fordította: Bende József
- Kafkától Kafkáig (De Kafka à Kafka) – Kalligram, Budapest, 2012 · ISBN 9788081015830 · Fordította: Szabó László, Németh Marcell
- Aminadab (Aminadab) – Kalligram, Pozsony, 2013 · ISBN 9788081017476 · Fordította: Bende József
- A túl nem lépés (Le pas au-delá) – Kijárat, Budapest, 2014 · ISBN 9786155160424 · Fordította: Szabó Marcell

## Fordítás
- Ez a szócikk részben vagy egészben  a   Maurice Blanchot című angol Wikipédia-szócikk ezen változatának fordításán alapul.  Az eredeti cikk szerkesztőit annak laptörténete sorolja fel. Ez a jelzés csupán a megfogalmazás eredetét és a szerzői jogokat jelzi, nem szolgál a cikkben szereplő információk forrásmegjelöléseként.